# جيمس بارنز (صحفي)
جيمس بارنز (بالإنجليزية: James Barnes)‏ هو صحفي ومؤرخ أمريكي، ولد في 1866 في أنابولس في الولايات المتحدة، وتوفي في 1936.